# Ifeoma Doris Obinwa
Ifeoma Obinwa (née le 21 juin 1997 dans l'État d'Anambra), est une actrice nigériane qui commença sa carrière en 2012,. Elle est considérée comme la troisième meilleure actrice dans la catégorie « séries » par Nollywood TV.